# Rosenbergia
Genre
Rosenbergia est un genre d'insectes coléoptères de la sous-famille des Lamiinae (famille des Cerambycidae).

## Liste des espèces
Selon GBIF (15 avril 2024) :
- Rosenbergia bismarckiana Kriesche, 1920
- Rosenbergia breuningi Rigout, 1982
- Rosenbergia chaminadei Rigout, 2004
- Rosenbergia cheesmanae Grasso & Casadio, 2021
- Rosenbergia chicheryi Rigout, 1981
- Rosenbergia clarki Rigout, 1982
- Rosenbergia dankersi Rigout, 2004
- Rosenbergia darwini Casadio, 2008
- Rosenbergia denserugata Breuning, 1936
- Rosenbergia dianneae Allard, 1990
- Rosenbergia drouini Rigout, 1992
- Rosenbergia drumonti Wallin & Nylander, 2007
- Rosenbergia ehrmanae Rigout, 1982
- Rosenbergia exigua Gahan, 1888
- Rosenbergia freneyi Rigout, 1988
- Rosenbergia gilmouri Rigout, 1982
- Rosenbergia hudsoni Nýlander, 2004
- Rosenbergia humeralis Gilmour, 1966
- Rosenbergia lactiflua (Fairmaire, 1883)
- Rosenbergia lepesmei Gilmour, 1960
- Rosenbergia mandibularis Ritsema, 1881
- Rosenbergia megalocephala Poll, 1886
- Rosenbergia porioni Rigout, 2004
- Rosenbergia rubra Gilmour, 1966
- Rosenbergia rufolineata Breuning, 1948
- Rosenbergia samuelsoni Rigout, 1982
- Rosenbergia schmitti Rigout, 1981
- Rosenbergia scutellaris Aurivillius, 1924
- Rosenbergia straussii (Gestro, 1876)
- Rosenbergia umboii Gilmour, 1960
- Rosenbergia vetusta Ritsema, 1881
- Rosenbergia weiskei Heller, 1902
- Rosenbergia xenium Gilmour, 1959

## Classification
Le nom valide complet (avec auteur) de ce taxon est Rosenbergia Ritsema (d), 1881.